# Abenteuerland (Album)
Abenteuerland ist ein am 21. August 1995 bei Intercord erschienenes Musikalbum der Gruppe Pur. Mit über zwei Millionen Exemplaren gehört das Album zu den meistverkauften Musikalben in Deutschland.

## Entstehung und Veröffentlichung

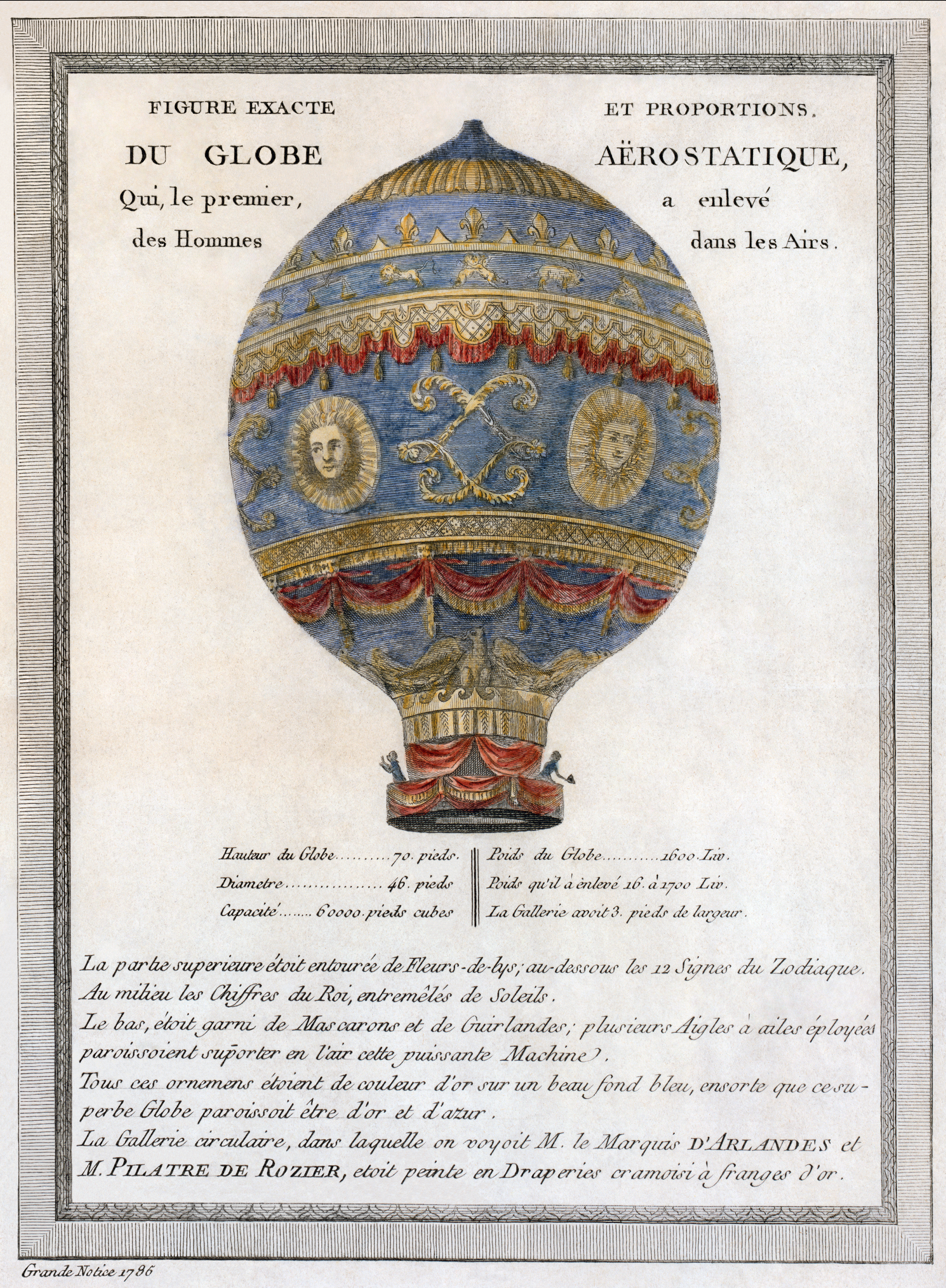
Die grafische Gestaltung des Albums wurde von diesem Bild der Montgolfière inspiriert

Abenteuerland wurde von März bis Juni 1995 in Leonberg, Nashville, Bissingen und München aufgenommen und gemischt. Als Produzent fungierte Dieter Falk.
Bereits vor Veröffentlichung des Albums wurde am 19. Juni 1995 die Single Ich lieb’ dich (Egal wie das klingt) ausgekoppelt. Sie erreichte Platz zehn der deutschen Singlecharts, wobei sie sich sofort in den Charts platzieren konnte. Es war die bis dahin höchste Singleplatzierung der Gruppe in den deutschen Charts. Das Video zur Single wurde vom Regieduo DoRo (Rudi Dolezal und Hannes Rossacher) für 150.000 Mark realisiert und lief bereits kurz nach der Veröffentlichung regelmäßig auf VIVA in der sogenannten A1-Rotation.
Für das Album Abenteuerland, das am 21. August 1995 erschien, lagen mehr als 492.000 Vorbestellungen vor. Zum Zeitpunkt der Veröffentlichung war zudem das 1993 erschienene Vorgängeralbum der Gruppe, Seiltänzertraum, immer noch in den Charts vertreten. Abenteuerland verkaufte sich in der ersten Woche über 750.000 Mal und stieg direkt auf Platz 1 der deutschen Albumcharts ein. Es war das achte Studioalbum der Gruppe sowie das erste, das die Spitze der Charts erreichte.
Ab September 1995 ging Pur mit dem neuen Album auf Tour, wobei sie fast 100 Konzerte gaben. Die Tour endete im Juli 1996; insgesamt spielte Pur vor rund 1,3 Millionen Zuschauern. Im Anschluss an die Tour erschienen im August 1996 das Album Pur live – Die Zweite unter anderem mit Aufnahmen der Tour sowie die Konzertvideos Live – Das Video zur Abenteuerland Tour 1995/1996 (August 1996) und Abenteuerland: Live aus dem Düsseldorfer Rheinstadion (November 1996), die beide Goldstatus erlangten. Bereits im März 1996 veröffentlichte Jörg Freiburger das Buch Pur – Ganz normale Superstars; er hatte die Gruppe dafür während der Abenteuerland-Herbstkonzerte begleitet.

## Titelliste
| Nr. | Titel                                                          | Autor(en)                                | Produzent(en) | Länge |
| --- | -------------------------------------------------------------- | ---------------------------------------- | ------------- | ----- |
| 1   | Abenteuerland                                                  | Hartmut Engler, Ingo Reidl               | Dieter Falk   | 6:23  |
| 2   | Ich lieb’ dich (Egal wie das klingt)                           | Hartmut Engler, Ingo Reidl               | Dieter Falk   | 4:17  |
| 3   | Leben                                                          | Hartmut Engler, Ingo Reidl               | Dieter Falk   | 5:42  |
| 4   | Nur zu dir                                                     | Hartmut Engler, Ingo Reidl               | Dieter Falk   | 4:13  |
| 5   | Ganz egal                                                      | Hartmut Engler, Ingo Reidl               | Dieter Falk   | 4:38  |
| 6   | Daß es dir leid tut                                            | Hartmut Engler, Ingo Reidl               | Dieter Falk   | 4:26  |
| 7   | Kowalski V (Das Problem)                                       | Hartmut Engler, Ingo Reidl               | Dieter Falk   | 0:32  |
| 8   | Ein graues Haar                                                | Hartmut Engler, Ingo Reidl               | Dieter Falk   | 4:32  |
| 9   | Es tut weh                                                     | Hartmut Engler, Ingo Reidl               | Dieter Falk   | 4:48  |
| 10  | Wut im Bauch                                                   | Hartmut Engler, Ingo Reidl, Martin Ansel | Dieter Falk   | 4:22  |
| 11  | Ruhe                                                           | Hartmut Engler, Ingo Reidl               | Dieter Falk   | 4:54  |
| 12  | Ungeheuer                                                      | Hartmut Engler, Ingo Reidl, Martin Ansel | Dieter Falk   | 4:26  |
| 13  | In Gedanken                                                    | Hartmut Engler, Ingo Reidl               | Dieter Falk   | 3:56  |
| 14  | Merlins Reise                                                  | Hartmut Engler, Ingo Reidl               | Dieter Falk   | 3:42  |
|     | 2002 Digitally Remastered Re-Release von EMI / Universal Music |                                          |               |       |
| 15  | Never-Neverland (Abenteuerland)                                |                                          |               | 6:21  |
| 16  | I Love You (Ich lieb’ dich)                                    |                                          |               | 4:13  |
| 17  | Abenteuerland (Audio-Kommentar)                                |                                          |               | 6:44  |

## Rezeption
„‚Love me tender, love me sweet, never let me go‘ auf deutsch hinzukriegen, dann noch in den Spiegel schauen können und nicht nur aufs Konto, das ist schon fast Kunst. Einem Quintett aus dem Schwäbischen, dessen Name wie eine Leichtmargarine klingt, ist das gelungen“, schrieb der Focus im Hinblick auf die erste Singleauskopplung des Albums, Ich lieb’ dich (Egal wie das klingt). Die Stuttgarter Zeitung bezeichnete das Album als „die übliche Pur-Mischung“, kritisierte einzelne Titel als banal und voller „konsensfähige[r] Botschaften“ sowie als „nett und rund vertonte Alltäglichkeiten“. Als Titel, die aufhorchen lassen, hob sie jedoch Es tut weh (über den Trennungsschmerz) und In Gedanken (über den Krebstod einer Frau) hervor.
„Alles in allem ein Mischmasch aus Erfahrungen und Emotionen, die immerhin Stoff für 14 Titel liefern. Musikalische Experimente haben PUR ebenfalls nicht gewagt“, so die Saarbrücker Zeitung. Die Frankfurter Rundschau kritisierte die Gruppe und das Album: „Musikalisch langweiliger als Genesis gaukeln sie [Pur] textlich Phantasie vor und sind tatsächlich nur bieder und konsensfähig. […] Die deutsche Popmusik […] bringen Pur keinen Millimeter weiter.“

## Kommerzieller Erfolg

### Chartplatzierungen
| ChartsChartplatzierungen | Höchstplatzierung | Wochen |
| ------------------------ | ----------------- | ------ |
| Deutschland (GfK)        | 1 (72 Wo.)        | 72     |
| Österreich (Ö3)          | 26 (14 Wo.)       | 14     |
| Schweiz (IFPI)           | 3 (37 Wo.)        | 37     |

| ChartsJahrescharts (1995) | Platzierung |
| ------------------------- | ----------- |
| Deutschland (GfK)         | 3           |
| Schweiz (IFPI)            | 25          |

| ChartsJahrescharts (1996) | Platzierung |
| ------------------------- | ----------- |
| Deutschland (GfK)         | 10          |
| Schweiz (IFPI)            | 45          |

### Auszeichnungen für Musikverkäufe
Abenteuerland verkaufte sich über zwei Millionen Mal und erreichte in Deutschland 4-fach-Platin. In Österreich erhielt das Album eine Goldene Schallplatte sowie in der Schweiz Platin. Als Album, das sich über zwei Million Mal verkauft hat, wurde Abenteuerland zudem 1997 mit dem Platinum Europe Award, dem Europäischen Musikpreis, ausgezeichnet.
| Land/Region        | Auszeichnungen für Musikverkäufe (Land/Region, Auszeichnung, Verkäufe) | Verkäufe    |
| ------------------ | ---------------------------------------------------------------------- | ----------- |
| Deutschland (BVMI) | 4× Platin                                                              | 2.000.000   |
| Europa (IFPI)      | 2× Platin                                                              | (2.000.000) |
| Österreich (IFPI)  | Gold                                                                   | 25.000      |
| Schweiz (IFPI)     | Platin                                                                 | 50.000      |
| Insgesamt          | 1× Gold · 6× Platin ·                                                  | 2.075.000   |